# Зайцівська волость (Бахмутський повіт)
Зайцівська волость — історична адміністративно-територіальна одиниця Бахмутського повіту Катеринославської губернії із центром у селі Зайцівка.
Станом на 1886 рік складалася з 17 поселень, 3 сільських громад. Населення — 9958 осіб (6187 чоловічої статі та 5728 — жіночої), 1395 дворових господарств.
|                     | Площа, десятин | У тому числі орної, дес. |
| ------------------- | -------------- | ------------------------ |
| Сільських громад    | 30536          | 21433                    |
| Приватної власності | —              | —                        |
| Іншої власності     | 1537           | 190                      |
| Загалом             | 32073          | 21623                    |

Поселення волості:
- Зайцівка (Микитівка) — колишнє державне село при річці Гришина за 24 верст від повітового міста, 4298 осіб, 623 дворових господарств, православна церква, школа, поштова станція, 5 лавок, 3 ярмарки на рік. За 3 версти — постоялий двір, лавка, копальня. За 4 версти — кам'яновугільна шахта. За 7 верст — кам'яновугільна шахта. За 15 верст — кам'яновугільна шахта. За 8 версти — лікарня, 4 лавки. За 9 верст — лавка. За 9 верст — залізнична станція Щербинівка. За 15 верст — залізнична станція Залізна.
- Залізне — колишнє власницьке село при річці Кривий Торець, 4037 осіб, 367 дворових господарств, православна церква, школа, поштова станція, 6 лавок, 3 ярмарки на рік.
- Неліпівка — колишнє державне село при річці Кривий Торець, 375 осіб, 121 дворове господарство, лавка.
- Щербинівка — колишнє державне село при річці Кривий Торець, 728 осіб, 235 дворових господарств, 4 лавки.

За даними на 1908 рік у волості залишилось єдине поселення (решта виокремленна у Залізнянську волость), загальне населення волості зменшилось до 8927 осіб (4405 чоловічої статі та 4522 — жіночої), 1352 дворових господарств.